# Bundestagswahlkreis Ulm
Der Bundestagswahlkreis Ulm (2005: Wahlkreis 292, 2009: Wahlkreis 291) ist ein Wahlkreis in Baden-Württemberg.

## Wahlkreis
Der Wahlkreis umfasst den Stadtkreis Ulm und den Alb-Donau-Kreis. Bei der letzten Bundestagswahl waren 223.376 Einwohner wahlberechtigt. Das Direktmandat wurde bislang bei allen Bundestagswahlen vom jeweiligen Kandidaten der CDU errungen, zuletzt von Ronja Kemmer.

## Wahlkreisgeschichte
| Wahl      | Wahlkreisname | Gebiet                                                                      |
| --------- | ------------- | --------------------------------------------------------------------------- |
| 1949      | 8 Ulm         | Stadt Ulm, Landkreis Ulm, Landkreis Heidenheim                              |
| 1953–1961 | 170 Ulm       | Stadt Ulm, Landkreis Ulm, Landkreis Heidenheim                              |
| 1965–1972 | 173 Ulm       | Stadt Ulm, Landkreis Ulm                                                    |
| 1976      | 173 Ulm       | Stadt Ulm, vom Alb-Donau-Kreis die Gemeinden des ehemaligen Landkreises Ulm |
| 1980–1998 | 195 Ulm       | Stadt Ulm, Alb-Donau-Kreis                                                  |
| 2002–2005 | 292 Ulm       | Stadt Ulm, Alb-Donau-Kreis                                                  |
| seit 2009 | 291 Ulm       | Stadt Ulm, Alb-Donau-Kreis                                                  |

## Wahlkreisabgeordnete
| Wahl | Abgeordneter | Abgeordneter    | Partei | Stimmen in % |
| ---- | ------------ | --------------- | ------ | ------------ |
| 1949 |              | Ludwig Erhard   | CDU    |              |
| 1953 |              | Ludwig Erhard   | CDU    |              |
| 1957 |              | Ludwig Erhard   | CDU    |              |
| 1961 |              | Ludwig Erhard   | CDU    |              |
| 1965 |              | Ludwig Erhard   | CDU    |              |
| 1969 |              | Ludwig Erhard   | CDU    |              |
| 1972 |              | Herbert Werner  | CDU    |              |
| 1976 |              | Herbert Werner  | CDU    |              |
| 1980 |              | Herbert Werner  | CDU    |              |
| 1983 |              | Herbert Werner  | CDU    |              |
| 1987 |              | Herbert Werner  | CDU    |              |
| 1990 |              | Herbert Werner  | CDU    |              |
| 1994 |              | Heinz Seiffert  | CDU    |              |
| 1998 |              | Heinz Seiffert  | CDU    |              |
| 2002 |              | Heinz Seiffert  | CDU    |              |
| 2005 |              | Annette Schavan | CDU    |              |
| 2009 | 42,8         | Annette Schavan | CDU    |              |
| 2013 | 52,1         | Annette Schavan | CDU    |              |
| 2017 |              | Ronja Kemmer    | CDU    | 42,7         |
| 2021 | 32,7         | Ronja Kemmer    | CDU    |              |
| 2025 | 38,8         | Ronja Kemmer    | CDU    |              |

## Wahlergebnisse

### Bundestagswahl 2025
| Kandidaten                                            | Kandidaten                | Parteien/Listen     | Erststimmen | Erststimmen | Zweitstimmen | Zweitstimmen |
| Kandidaten                                            | Kandidaten                | Parteien/Listen     | Stimmen     | %           | Stimmen      | %            |
| ----------------------------------------------------- | ------------------------- | ------------------- | ----------- | ----------- | ------------ | ------------ |
|                                                       | Ronja Kemmergewählt im WK | CDU                 | 73.225      | 38,8        | 64.127       | 33,9         |
|                                                       | Sebastian Gillmeister     | SPD                 | 25.220      | 13,4        | 25.482       | 13,5         |
|                                                       | Marcel Emmerich           | GRÜNE               | 29.344      | 15,5        | 25.667       | 13,6         |
|                                                       | Anke Hillmann-Richter     | FDP                 | 6.700       | 3,5         | 9.749        | 5,2          |
|                                                       | Daniel Rottmann           | AfD                 | 34.990      | 18,5        | 36.448       | 19,3         |
|                                                       | Leopold Hurst             | LINKE               | 9.375       | 5,0         | 12.200       | 6,5          |
|                                                       | –                         | dieBasis            | –           | –           | 530          | 0,3          |
|                                                       | Thomas Philipp Walcher    | FREIE WÄHLER        | 3.800       | 2,0         | 2.552        | 1,3          |
|                                                       | Bastian Thomas Röhm       | Tierschutzpartei    | 2.963       | 1,6         | 1.752        | 0,9          |
|                                                       | –                         | Die PARTEI          | –           | –           | 737          | 0,4          |
|                                                       | Michael Bauersfeld        | Volt                | 1.718       | 0,9         | 1.289        | 0,7          |
|                                                       | –                         | ÖDP                 | –           | –           | 411          | 0,2          |
|                                                       | –                         | Bündnis C           | –           | –           | 299          | 0,2          |
|                                                       | Gisela Maria Schwalb      | MLPD                | 218         | 0,1         | 76           | 0,0          |
|                                                       | Manfred Herbert Spähn     | BÜNDNIS DEUTSCHLAND | 1.227       | 0,6         | 439          | 0,2          |
|                                                       | –                         | BSW                 | –           | –           | 7.383        | 3,9          |
| Gesamt                                                | Gesamt                    | Gesamt              | 188.780     | 100         | 189.141      | 100          |
|                                                       |                           |                     |             |             |              |              |
| Ungültige Stimmen                                     | Ungültige Stimmen         | Ungültige Stimmen   | 1.240       | 0,7         | 879          | 0,5          |
| Wähler                                                | Wähler                    | Wähler              | 190.020     | 85,0        | 190.020      | 85,0         |
| Wahlberechtigte                                       | Wahlberechtigte           | Wahlberechtigte     | 223.539     |             | 223.539      |              |
|                                                       |                           |                     |             |             |              |              |
| Quellen: Die Bundeswahlleiterin, Kandidaten – Stimmen |                           |                     |             |             |              |              |

### Bundestagswahl 2021
Zur Bundestagswahl 2021 erzielten die folgenden Kandidaten und Listen Ergebnisse:
| Direktkandidat           | Partei                | Erststimmen in % | Zweitstimmen in % |
| ------------------------ | --------------------- | ---------------- | ----------------- |
| Ronja Kemmer             | CDU                   | 32,7             | 26,6              |
| Jan Rothenbacher         | SPD                   | 18,3             | 20,7              |
| Marcel Emmerich          | Bündnis 90/Die Grünen | 18,8             | 17,7              |
| Alexander Kulitz         | FDP                   | 11,2             | 14,4              |
| Kristof Heitmann         | AfD                   | 9,1              | 9,1               |
| David Rizzotto           | Die Linke             | 2,6              | 3,1               |
| Miriam Broux             | Tierschutzpartei      | 1,9              | 1,4               |
| Paul Friedrich Eberhardt | Die PARTEI            | 1,1              | 0,9               |
| Oliver Lang              | FREIE WÄHLER          | 2,8              | 2,2               |
| Anja Hirschel            | PIRATEN               | 0,9              | 0,5               |
| –                        | ÖDP                   | –                | 0,3               |
| –                        | NPD                   | –                | 0,1               |
| –                        | DiB                   | –                | 0,1               |
| Gülay Öztoprak           | MLPD                  | 0,1              | 0,0               |
| –                        | DKP                   | –                | 0,0               |
| –                        | dieBasis              | –                | 1,5               |
| –                        | Bündnis C             | –                | 0,2               |
| –                        | BÜRGERBEWEGUNG        | –                | 0,1               |
| –                        | BÜNDNIS21             | –                | 0,0               |
| –                        | LKR                   | –                | 0,0               |
| Andreas Steinau          | Die Humanisten        | 0,3              | 0,2               |
| –                        | Gesundheitsforschung  | –                | 0,1               |
| –                        | Team Todenhöfer       | –                | 0,5               |
| –                        | Volt                  | –                | 0,3               |
| Daniel Wagner            | Klimaliste            | 0,2              | –                 |

### Bundestagswahl 2017
Bei der Bundestagswahl am 24. September 2017 wurden folgende Kandidaten zugelassen:
| Direktkandidat         | Partei    | Erststimmen in % | Zweitstimmen in % |
| ---------------------- | --------- | ---------------- | ----------------- |
| Ronja Kemmer           | CDU       | 42,7             | 37,0              |
| Hilde Mattheis         | SPD       | 20,2             | 15,9              |
| Marcel Emmerich        | GRÜNE     | 12,0             | 13,7              |
| Alexander Kulitz       | FDP       | 8,1              | 11,5              |
| Eva-Maria Glathe-Braun | DIE LINKE | 4,6              | 5,7               |
| Anja Hirschel          | PIRATEN   | 1,6              | 0,6               |
| Gülay Öztoprak         | MLPD      | 0,2              | 0,1               |
| Eugen Ciresa           | AfD       | 10,7             | 11,6              |

### Bundestagswahl 2013
Bei der Bundestagswahl am 22. September 2013 entfielen die folgenden Stimmanteile auf die zur Wahl stehenden Kandidaten und Parteien:
| Direktkandidat         | Partei              | Erststimmen in % | Zweitstimmen in % |
| ---------------------- | ------------------- | ---------------- | ----------------- |
| Annette Schavan        | CDU                 | 52,1             | 48,6              |
| Hilde Mattheis         | SPD                 | 23,8             | 20,2              |
| Frank Berger           | FDP                 | 2,6              | 5,2               |
| Annette Weinreich      | GRÜNE               | 9,7              | 10,3              |
| Eva-Maria Glathe-Braun | DIE LINKE           | 3,6              | 4,3               |
| Lisa Collins           | PIRATEN             | 2,6              | 2,5               |
|                        | NPD                 |                  | 1,1               |
|                        | REP                 |                  | 0,3               |
|                        | Tierschutzpartei    |                  | 0,7               |
|                        | ÖDP                 |                  | 0,4               |
|                        | PBC                 |                  | 0,2               |
|                        | Volksabstimmung     |                  | 0,4               |
|                        | MLPD                |                  | 0,1               |
|                        | BüSo                |                  | 0,0               |
| Werner Otto Greipel    | AfD                 | 3,6              | 4,7               |
|                        | BIG                 |                  | 0,1               |
|                        | pro Deutschland     |                  | 0,1               |
| Horst Dürr             | FREIE WÄHLER        | 1,0              | 0,7               |
|                        | Partei der Vernunft |                  | 0,1               |
|                        | RENTNER             |                  | 0,3               |
| Andreas Beier          | UNABHÄNGIGE         | 0,8              |                   |

Schavan ist am 30. Juni 2014 aus dem Bundestag ausgeschieden.

### Bundestagswahl 2009
Die Bundestagswahl 2009 hatte folgendes Ergebnis:
| Direktkandidat      | Partei                               | Erststimmen in % | Zweitstimmen in % | Bundestagswahl 2005 Zweitstimmen in % |
| ------------------- | ------------------------------------ | ---------------- | ----------------- | ------------------------------------- |
| Annette Schavan     | CDU                                  | 42,8             | 35,9              | 42,0                                  |
| Hilde Mattheis      | SPD                                  | 22,6             | 17,9              | 28,6                                  |
| Uli Walter          | FDP                                  | 11,5             | 18,0              | 11,3                                  |
| Brigitte Schmid     | GRÜNE                                | 13,6             | 14,4              | 10,6                                  |
| Walter Schmid       | DIE LINKE                            | 6,1              | 6,7               | 3,3                                   |
| Alexander Neidlein  | NPD                                  | 1,6              | 1,1               | 1,3                                   |
| —                   | REP                                  | —                | 0,8               | 1,0                                   |
| —                   | PBC                                  | —                | 0,4               | 0,5                                   |
| Joachim Struzyna    | MLPD                                 | 0,2              | 0,1               | 0,1                                   |
| —                   | BüSo                                 | —                | 0,1               | 0,1                                   |
| —                   | Volksabstimmung                      | —                | 0,3               | —                                     |
| —                   | ADM                                  | —                | 0,0               | —                                     |
| —                   | DVU                                  | —                | 0,1               | —                                     |
| —                   | DIE VIOLETTEN                        | —                | 0,2               | —                                     |
| —                   | Die Tierschutzpartei                 | —                | 0,7               | —                                     |
| —                   | ödp                                  | —                | 0,5               | —                                     |
| —                   | PIRATEN                              | —                | 2,7               | —                                     |
| Andreas Beier       | Einzelbewerber (UNABHÄNGIGE)         | 1,5              | —                 | —                                     |
| Friedrich Schönbeck | Einzelbewerber (Willi-Weise-Projekt) | 0,1              | —                 | —                                     |